# Warre Vangheluwe
Warre Vangheluwe, né le 23 juillet 2001 à Tielt, est un coureur cycliste belge, membre de l'équipe cycliste Soudal Quick-Step.

## Biographie

### Junior et espoir
Sous le maillot de l'équipe Soudal Quick-Step Devo, il remporte en mai 2023, la Gullegem Koerse, s'imposant au sprint devant Tim Merlier et succédant au palmarès de l'épreuve à Remco Evenepoel.

### Carrière professionnelle

#### Soudal Quick-Step (depuis 2024)
En août 2023, Soudal Quick-Step annonce son recrutement pour deux saisons à partir de 2024. 

##### 2024
Il commence l'année 2024 en participant à l'AlUla Tour, une course à étapes en Arabie saoudite où il est non partant pour la 5e et dernière étape. Il participe au Tour de l'Algarve en février où il contribue au succès final de son leader Remco Evenepoel. Le 17 mai, il remporte au sprint la 4e étape des Quatre Jours de Dunkerque 2024 à Pont-à-Marcq devançant Sam Bennett et Corbin Strong, signant son premier succès professionnel avec l'équipe Soudal Quick-Step. Le 16 octobre, il remporte sa première course sur l'UCI World Tour en gagnant au sprint la 2e étape du Tour du Guangxi à Jingxi, en Chine.

##### 2025
Le 9 avril, lors du sprint final du Grand Prix de l'Escaut, il provoque une grosse chute dans le peloton et écope d'un carton jaune et d'une amende. Victime d'une fracture ouverte d’une vertèbre cervicale, il doit porter une minerve et observer six semaines de repos total.

## Style
Mesurant 1,89 m pour un poids de 79 kg, Warre Vangheluwe a un profil de rouleur, sachant maintenir un rythme soutenu à l'avant d'un peloton, et certaines qualités de sprinteur.

## Palmarès sur route

### Par année
- 2018
  - Champion de Flandre-Occidentale du contre-la-montre juniors
- 2021
  - Grand Prix Jules Van Hevel
  - 1re étape du H4A Beloften Weekend
- 2022
  - Kemmel Koerse
  - 2e et 4e étapes du Tour de Namur
  - 2e du Grand Prix Jules Van Hevel
  - 3e de la Zuidkempense Pijl
  - 3e du Circuit Het Nieuwsblad espoirs
- 2023
  -  Champion de Belgique du contre-la-montre par équipes
  - Youngster Coast Challenge
  - Gullegem Koerse
  - Hel van Voerendaal
  - Circuit Mandel-Lys-Escaut
  - 2e de l'Omloop der Zeven Heuvelen
  - 3e du Tour du Loir-et-Cher
  - 3e du Circuit Het Nieuwsblad espoirs
  - 3e du Mémorial Danny Jonckheere
- 2024
  - 4e étape des Quatre Jours de Dunkerque
  - 2e étape du Tour du Guangxi

### Classements mondiaux
| Année                                 | 2023  | 2024 |
| ------------------------------------- | ----- | ---- |
| Classement mondial                    | 1005e | 737e |
|                                       |       |      |
| Légende : nc = non classéSource : UCI |       |      |